# 아이언 이글 2
아이언 이글 2(Iron Eagle II)는 캐나다에서 제작된 시드니 J. 퓨리 감독의 1988년 영화이다. 루이스 고셋 주니어 등이 주연으로 출연하였고 샤론 하렐 등이 제작에 참여하였다.

## 출연

### 주연
- 루이스 고셋 주니어
- 마크 험프리

### 조연
- 스튜어트 마골린
- 알란 스카피
- 모리 체이킨
- 콜므 포어
- 클락 존슨

## 제작진
- 협력프로듀서: 스테판 라이힐
- 미술: 롭 윌슨 킹